# 갈매기 도시
갈매기 도시는 매주 수요일 오후 4시에 KBS 1TV로 방송된 텔레비전 프로그램이다.

## 기획 의도
KBS 부산 제작 프로그램을 재구성한 텔레비전 프로그램이다.

## 방송 시간
※ 본 방송 시간은 《KBS 네트워크 특선》을 통해 방송됨.
| 방송 채널 | 방송 기간                         | 방송 시간                           |
| --------- | --------------------------------- | ----------------------------------- |
| KBS 1TV   | 2012년 4월 4일 ~ 2012년 6월 27일  | 매주 수요일 오후 4:10 ~ 5:00 (50분) |
| KBS 1TV   | 2013년 4월 10일 ~ 2013년 10월 9일 | 매주 수요일 오후 4:10 ~ 5:00 (50분) |
| KBS 1TV   | 2012년 7월 12일 ~ 2012년 8월 27일 | 매주 월요일 오후 4:10 ~ 5:00 (50분) |
| KBS 1TV   | 2013년 10월 23일                  | 수요일 오후 4:00 ~ 4:55 (55분)      |

## 구성
- 꽃보다 바다
- 보물지도 바다로(路)
- 부산 재발견

## 같이 보기
- KBS 네트워크 특선
- 해양 네트워크 황금바다
- 부산 재발견